# Persone di nome Anna/Attrici
| Questa pagina contiene informazioni ricavate automaticamente dalle voci biografiche con l'ausilio del template Bio e di un bot. L'aggiornamento è periodico e automatico e ricostruisce completamente la pagina. Se manca una persona in questa lista, sei pregato di non aggiungerla, ma accertati piuttosto che la sua voce biografica contenga il template Bio e che i dati anagrafici siano correttamente compilati. Se il template Bio manca, inseriscilo tu stesso o, in alternativa, metti l'avviso {{tmp\|Bio}} che ne segnala la mancanza. Se i dati riportati sono sbagliati, correggi direttamente la voce biografica; le modifiche saranno visibili in questa lista entro pochi giorni. Per chiarimenti vedi il progetto antroponimi. La lista contiene solo le 157 persone che sono citate nell'enciclopedia e per le quali è stato implementato correttamente il template Bio. Pagina aggiornata al 6 ago 2025. |

Questa è una lista di persone presenti nell'enciclopedia che hanno il nome Anna e sono attrici.

## A(6)
- Anna Maria Ackermann, attrice italiana (Napoli, n. 1932 - Napoli, † 2025)
- Anna Maria Alegiani, attrice italiana (Roma, n. 1927)
- Anna Amendola, attrice italiana (Roma, n. 1927 - Roma, † 2019)
- Anna Ammirati, attrice italiana (Castellammare di Stabia, n. 1979)
- Anna Arena, attrice italiana (Quiliano, n. 1919 - Jesolo, † 1974)
- Anna María Aveta, attrice italiana

## B(16)
- Anna Charlotte Barbera, attrice e doppiatrice italiana (Torino, n. 1986)
- Anna Bård, attrice e modella danese (Copenaghen, n. 1980)
- Anna Grace Barlow, attrice statunitense (Jackson, n. 1994)
- Anna Belknap, attrice statunitense (Damariscotta, n. 1972)
- Anna Bellato, attrice italiana (Bassano del Grappa, n. 1982)
- Anna Sophia Berglund, attrice e modella statunitense (San Pedro, n. 1986)
- Hanka Bielicka, attrice, cabarettista e cantante polacca (Kononivka, n. 1915 - Varsavia, † 2006)
- Anna Bolens, attrice cinematografica, attrice teatrale e regista teatrale italiana (Torino, n. 1912 - Torino, † 2002)
- Anna Bonaiuto, attrice italiana (Latisana, n. 1950)
- Anna Bonasso, attrice e doppiatrice italiana (Dogliani, n. 1946)
- Maria Bonnevie, attrice svedese (Västerås, n. 1973)
- Anna Maria Bottini, attrice italiana (Milano, n. 1916 - Giove, † 2020)
- Anna Brewster, attrice e modella britannica (Moseley, n. 1986)
- Anna Brüggemann, attrice e sceneggiatrice tedesca (Monaco di Baviera, n. 1981)
- Anna Maria Bugliari, attrice italiana (Roma, n. 1934)
- Nina De Padova, attrice italiana (Napoli, n. 1900 - Roma, † 1987)

## C(12)
- Anna Calder-Marshall, attrice inglese (Kensington, n. 1947)
- Anna Canzi, attrice italiana (Milano, n. 1937)
- Anna Capodaglio, attrice italiana (Messina, n. 1879 - Bologna, † 1961)
- Anna Cardini, attrice italiana
- Anna Carena, attrice italiana (Milano, n. 1899 - Milano, † 1988)
- Anna Castillo, attrice spagnola (Barcellona, n. 1993)
- Anna Cathcart, attrice canadese (Richmond, n. 2003)
- Anna Chancellor, attrice britannica (Richmond upon Thames, n. 1965)
- Anna Maria Chio, attrice e regista teatrale italiana
- Anna Chlumsky, attrice statunitense (Chicago, n. 1980)
- Anna Campori, attrice italiana (Roma, n. 1917 - Roma, † 2018)
- Anna Walter, attrice italiana (Napoli, n. 1929 - Napoli, † 2014)

## D(10)
- Anna Dalton, attrice e scrittrice italiana (Arzignano, n. 1985)
- Anna Maria De Luca, attrice e regista italiana (Spezzano Albanese, n. 1955)
- Anna Deavere Smith, attrice statunitense (Baltimora, n. 1950)
- Anna Rita Del Piano, attrice e regista teatrale italiana (Cassano delle Murge, n. 1966)
- Anna Di Leo, attrice italiana (Roma, n. 1934)
- Anna Di Lorenzo, attrice italiana
- Anna Dodge, attrice statunitense (River Falls, n. 1867 - Los Angeles, † 1945)
- Anna Maria Dossena, attrice italiana (Carrara, n. 1912 - Roma, † 1990)
- Anna Drijver, attrice e modella olandese (L'Aia, n. 1983)
- Anna Dymna, attrice polacca (Legnica, n. 1951)

## E(2)
- Vera Esbøll, attrice danese (Copenaghen, n. 1892 - † 1936)
- Anna Teresa Eugeni, attrice e doppiatrice italiana (Torre del Greco, n. 1944)

## F(11)
- Anna Faris, attrice statunitense (Baltimora, n. 1976)
- Anna Favella, attrice italiana (Roma, n. 1983)
- Anna Ferraioli Ravel, attrice italiana (Salerno, n. 1988)
- Anna Ferruzzo, attrice italiana (Taranto, n. 1966)
- Anna Ferzetti, attrice italiana (Roma, n. 1982)
- Anna Filippini, attrice italiana (Pesaro, n. 1940)
- Anna Fischer, attrice tedesca (Berlino, n. 1986)
- Anna Foglietta, attrice italiana (Roma, n. 1979)
- Anna Francolini, attrice e cantante britannica (Chertsey, n. 1973)
- Anna Friel, attrice britannica (Rochdale, n. 1976)
- Anna Sten, attrice sovietica (Kiev, n. 1908 - New York, † 1993)

## G(10)
- Anna Maria Ferrero, attrice italiana (Roma, n. 1935 - Versailles, † 2018)
- Anna Galiena, attrice italiana (Roma, n. 1949)
- Yasmine Garbi, attrice svedese (Vantörs, n. 1970)
- Anna Geislerová, attrice ceca (Praga, n. 1976)
- Anna Maria Gherardi, attrice italiana (Bologna, n. 1939 - Roma, † 2014)
- Anna Goel, attrice italiana (Milano, n. 1935)
- Anna Grisebach, attrice e doppiatrice tedesca (Gottinga, n. 1974)
- Anna Maria Guarnieri, attrice italiana (Milano, n. 1934)
- Anna Gunn, attrice statunitense (Cleveland, n. 1968)
- Anna Gümpel, attrice italiana (Marino, n. 1996)

## H(6)
- Anna Haarup Munch, attrice danese (n. 2005)
- Anna Held, attrice e cantante polacca (Varsavia, n. 1872 - New York, † 1918)
- Anna-Elena Herzog, attrice tedesca (Amburgo, n. 1987)
- Anna Hopkins, attrice canadese (Montréal, n. 1987)
- Anna Maria Horsford, attrice statunitense (New York, n. 1948)
- Anna Hutchison, attrice neozelandese (Auckland, n. 1986)

## I(1)
- Anne Bancroft, attrice statunitense (New York, n. 1931 - New York, † 2005)

## J(1)
- Anne Jackson, attrice statunitense (Millvale, n. 1925 - New York, † 2016)

## K(4)
- Anna Julia Kapfelsperger, attrice tedesca (Beja, n. 1985)
- Anna Karina, attrice, sceneggiatrice e regista danese (Solbjerg, n. 1940 - Parigi, † 2019)
- Anna Kendrick, attrice, regista e cantante statunitense (Portland, n. 1985)
- Anna Levine, attrice statunitense (New York, n. 1953)

## L(9)
- Anna Laughlin, attrice statunitense (Sacramento, n. 1885 - New York, † 1937)
- Anna Lee, attrice britannica (Ightham, n. 1913 - Beverly Hills, † 2004)
- Anna Lehr, attrice statunitense (New York, n. 1890 - Santa Monica, † 1974)
- Anki Lidén, attrice svedese (Karlsborg, n. 1947)
- Anna Lizaran, attrice spagnola (Esparreguera, n. 1944 - Barcellona, † 2013)
- Anna Longhi, attrice e opinionista italiana (Roma, n. 1934 - Roma, † 2011)
- Anna Loos, attrice e cantante tedesca (Brandeburgo sulla Havel, n. 1970)
- Anna Lundberg, attrice svedese (Helsingborg, n. 1994)
- Anna Luther, attrice statunitense (Newark, n. 1897 - Hollywood, † 1963)

## M(15)
- Anna Madeley, attrice britannica (Londra, n. 1976)
- Anna Maestri, attrice italiana (Mantova, n. 1924 - Trento, † 1988)
- Amina Pirani Maggi, attrice italiana (Verona, n. 1892 - Roma, † 1979)
- Anna Magnani, attrice italiana (Roma, n. 1908 - Roma, † 1973)
- Anna Malvica, attrice e cantante italiana (Roma, n. 1941)
- Anna Manahan, attrice irlandese (Contea di Waterford, n. 1924 - Waterford, † 2009)
- Anna Maxwell Martin, attrice britannica (Beverley, n. 1977)
- Anna Massey, attrice britannica (Thakeham, n. 1937 - Londra, † 2011)
- Anna Mazzamauro, attrice e cabarettista italiana (Roma, n. 1938)
- Anna Melato, attrice, cantautrice e doppiatrice italiana (Milano, n. 1952)
- Anna Melita, attrice italiana (Roma, n. 1952)
- Anna Miserocchi, attrice e doppiatrice italiana (Roma, n. 1925 - Roma, † 1988)
- Anna Mouglalis, attrice e modella francese (Fréjus, n. 1978)
- Anna Maria Mühe, attrice tedesca (Berlino, n. 1985)
- Wanda Osiris, attrice e cantante italiana (Roma, n. 1905 - Milano, † 1994)

## N(6)
- Anna Nagata, attrice giapponese (Tokyo, n. 1982)
- Anna Nagy, attrice ungherese (n. 1940)
- Anna Nakagawa, attrice giapponese (Suginami, n. 1965 - Tokyo, † 2014)
- Anna Neagle, attrice britannica (Forest Gate, n. 1904 - West Byfleet, † 1986)
- Anna Q. Nilsson, attrice svedese (Ystad, n. 1888 - Hemet, † 1974)
- Ahna Capri, attrice statunitense (Budapest, n. 1944 - Los Angeles, † 2010)

## O(2)
- Anna Orso, attrice italiana (Napoli, n. 1938 - Roma, † 2012)
- Kati Outinen, attrice finlandese (Helsinki, n. 1961)

## P(10)
- Anna Falchi, attrice, conduttrice televisiva e ex modella italiana (Tampere, n. 1972)
- Anna Maria Pancani, attrice italiana (Roma, n. 1936 - Roma, † 1993)
- Anna Paquin, attrice neozelandese (Winnipeg, n. 1982)
- Anna Patrick, attrice britannica (n. 1962)
- Anna Maria Perez de Tagle, attrice e cantante statunitense (San Francisco, n. 1990)
- Anna Lise Phillips, attrice australiana (n. 1975)
- Anna Maria Pierangeli, attrice italiana (Cagliari, n. 1932 - Beverly Hills, † 1971)
- Anna Pniowsky, attrice canadese (Winnipeg, n. 2006)
- Anna Popplewell, attrice britannica (Londra, n. 1988)
- Anna Proclemer, attrice e doppiatrice italiana (Trento, n. 1923 - Roma, † 2013)

## R(5)
- Anna-Lisa, attrice norvegese (Oslo, n. 1933 - Oslo, † 2018)
- Anna Camp, attrice statunitense (Aiken, n. 1982)
- Anna Rosemond, attrice statunitense (Filadelfia, n. 1886 - † 1966)
- Anna Teresa Rossini, attrice italiana (Senigallia, n. 1944)
- Anna Russell, attrice, cantante e comica inglese (Maida Vale, n. 1911 - Rosedale, † 2006)

## S(15)
- Anna Safroncik, attrice ucraina (Kiev, n. 1981)
- Anna Maria Sandri, attrice italiana (Roma, n. 1933)
- Anna Savva, attrice britannica (Londra, n. 1956)
- Anna Sawai, attrice e cantante giapponese (Wellington, n. 1992)
- Isa Quensel, attrice, soprano e regista teatrale svedese (Göteborg, n. 1905 - Lund, † 1981)
- Anna Shaffer, attrice britannica (Londra, n. 1992)
- Anna Sharkey, attrice britannica (n. 1931 - Londra, † 2019)
- Anna Silk, attrice canadese (Fredericton, n. 1974)
- Anna Skellern, attrice australiana (Sydney, n. 1985)
- Olga Solbelli, attrice italiana (Verghereto, n. 1898 - Bologna, † 1976)
- Anna Stante, attrice italiana (Torino, n. 1967)
- Anna Katarina, attrice svizzera (Berna, n. 1960)
- Anna Strasberg, attrice venezuelana (Caracas, n. 1939 - New York, † 2024)
- Anna Alekseevna Sudakevič, attrice, scenografa e costumista sovietica (Mosca, n. 1906 - Mosca, † 2002)
- Nancy Walker, attrice e regista statunitense (Filadelfia, n. 1922 - Los Angeles, † 1992)

## T(4)
- Anna Terio, attrice italiana (Gioia del Colle, n. 1980)
- Anna Thalbach, attrice tedesca (Berlino Ovest, n. 1973)
- Anna Maria Torniai, attrice italiana (Firenze, n. 1931 - Roma, † 2011)
- Anna Torv, attrice australiana (Melbourne, n. 1979)

## U(1)
- Anna Unterberger, attrice italiana (Bolzano, n. 1985)

## V(4)
- Anna von Palen, attrice tedesca (Perleberg, n. 1875 - Berlino, † 1939)
- Anna Valle, attrice e ex modella italiana (Roma, n. 1975)
- Anna Vita, attrice italiana (Locri, n. 1926 - Roma, † 2009)
- Vera Vitali, attrice svedese (Stoccolma, n. 1981)

## W(4)
- Anna Walton, attrice britannica (Londra, n. 1980)
- Anna Wing, attrice britannica (Hackney, n. 1914 - Hackney, † 2013)
- Anna May Wong, attrice statunitense (Los Angeles, n. 1905 - Santa Monica, † 1961)
- Anna Wood, attrice e modella statunitense (Carolina del Nord, n. 1985)

## Z(1)
- Anna Zinnemann, attrice italiana (n. 1946)

## Č(1)
- Anna Čipovskaja, attrice russa (Mosca, n. 1987)

## Ž(1)
- Anna Žimskaja, attrice uzbeka (Taškent, n. 1976)